# 텔레매틱스

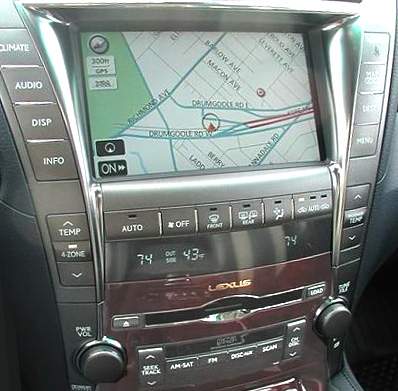
Lexus Gen V navigation system

텔레매틱스(telematics)는 무선통신과 GPS(Global Positioning system) 기술이 결합되어 자동차에서 위치 정보, 안전 운전, 오락, 금융 서비스, 예약 및 상품 구매 등의 다양한 이동통신 서비스 제공을 의미한다.
좀 더 넓은 의미에서 원격진료(Telemedicine)및 원격검진(Telemetry)를 포함하여 지칭하기도 한다.

## UBI 보험
집적된 데이터로 피보험자의 운전거리, 운전형태 등을 활용해 위험을 차별화하는 상품. 주행거리 뿐 아니라, 운전습관, 운전지역 정보 등을 통한 추가적인 서비스를 제공할 수 있고, 보험료 산정의 정확도가 상승하며 저위험의 운전자 유치가 가능하다는 점. 단점은 개인정보 보호 우려.

## 같이 보기
- 인포테인먼트
- 대중감시